# ジャーメイ・ジョーンズ
ジャーメイ・フィッツジェラルド・ジョーンズ（Jahmai Fitzgerald Jones, 1997年8月4日 - ）は、 アメリカ合衆国ジョージア州フルトン郡ロズウェル出身のプロ野球選手（二塁手、外野手）。MLBのデトロイト・タイガース所属。右投右打。

## 経歴

### プロ入りとエンゼルス時代
2015年のMLBドラフト2巡目（全体70位）でロサンゼルス・エンゼルス・オブアナハイムから指名され、プロ入り。契約後、傘下のルーキー級アリゾナリーグ・エンゼルスでプロデビュー。40試合に出場して打率.244、2本塁打、20打点、16盗塁を記録した。
2016年はパイオニアリーグのルーキー級オレム・オウルズとA級バーリントン・ビーズでプレーし、2球団合計で64試合に出場して打率.302、4本塁打、30打点、20盗塁を記録した。
2017年はA級バーリントンとA+級インランド・エンパイア・シックスティシクサーズでプレーし、2球団合計で127試合に出場して打率.282、14本塁打、47打点、27盗塁を記録した。
2018年はA+級インランド・エンパイアとAA級モービル・ベイベアーズでプレーし、2球団合計で123試合に出場して打率.239、10本塁打、55打点、24盗塁を記録した。オフにはアリゾナ・フォールリーグに参加し、メサ・ソーラーソックスに所属した。
2019年はAA級モービルでプレーし、130試合に出場して打率.234、5本塁打、50打点、9盗塁を記録した。オフにはアリゾナ・フォールリーグに参加し、再びメサ・ソーラーソックスに所属した。11月20日にはルール・ファイブ・ドラフトでの流出を防ぐために40人枠入りした。
2020年8月31日にメジャー初昇格すると、同日のシアトル・マリナーズ戦にて代走でメジャーデビュー。この年メジャーでは3試合に出場して打率.429、1打点を記録した。

### オリオールズ時代
2021年2月2日にアレックス・カッブと金銭とのトレードで、ボルチモア・オリオールズへ移籍した。この年は26試合に出場して打率.149、3打点、1盗塁を記録した。
2022年5月28日にDFAとなり、6月4日に自由契約となった。その後、トミー・ジョン手術を受けた。

### ブルワーズ時代
2023年7月3日のカブス戦の7回に代打で出場し、2年ぶりにメジャーの試合に出場した。2024年2月21日にDFAとなった。

### ヤンキース時代
2024年2月28日にウェイバー公示を経てジョーダン・グロシャンズと入れ替わる形でニューヨーク・ヤンキースへ移籍した。その後は7月29日にDFAとなり、8月2日にウェイバーを経てAAA級スクラントン・ウィルクスバリ・レイルライダースに降格となった。オフの11月4日にFAとなった。

### タイガース時代
2024年11月17日にデトロイト・タイガースとマイナー契約を結び、2025年のスプリングトレーニングに招待選手として参加することになった。また、同日中にAAA級トレド・マッドヘンズに配属されている。6月6日にメジャー契約を結んでアクティブロースター入りした。

## 家族
父親は、かつてNFLのピッツバーグ・スティーラーズなどでプレーしたアンドレ・ジョーンズである。また、長兄のT.J.ジョーンズと次兄のマラチ・ジョーンズもフットボール選手である。

## 詳細情報

### 年度別打撃成績
| 年 度    | 球 団    | 試 合 | 打 席 | 打 数 | 得 点 | 安 打 | 二 塁 打 | 三 塁 打 | 本 塁 打 | 塁 打 | 打 点 | 盗 塁 | 盗 塁 死 | 犠 打 | 犠 飛 | 四 球 | 敬 遠 | 死 球 | 三 振 | 併 殺 打 | 打 率 | 出 塁 率 | 長 打 率 | O P S |
| -------- | -------- | ----- | ----- | ----- | ----- | ----- | -------- | -------- | -------- | ----- | ----- | ----- | -------- | ----- | ----- | ----- | ----- | ----- | ----- | -------- | ----- | -------- | -------- | ----- |
| 2020     | LAA      | 3     | 7     | 7     | 2     | 3     | 0        | 0        | 0        | 3     | 1     | 0     | 0        | 0     | 0     | 0     | 0     | 0     | 2     | 0        | .429  | .429     | .429     | .857  |
| 2021     | BAL      | 26    | 72    | 67    | 5     | 10    | 3        | 0        | 0        | 13    | 3     | 1     | 0        | 0     | 0     | 4     | 0     | 1     | 26    | 1        | .149  | .208     | .194     | .402  |
| 2023     | MIL      | 7     | 11    | 10    | 2     | 2     | 1        | 0        | 0        | 3     | 3     | 1     | 0        | 0     | 0     | 1     | 0     | 0     | 5     | 0        | .200  | .273     | .300     | .573  |
| 2024     | NYY      | 33    | 47    | 42    | 8     | 10    | 1        | 1        | 1        | 16    | 4     | 1     | 1        | 1     | 0     | 2     | 0     | 2     | 16    | 0        | .238  | .304     | .381     | .685  |
| MLB：4年 | MLB：4年 | 69    | 137   | 126   | 17    | 25    | 5        | 1        | 1        | 35    | 11    | 3     | 1        | 1     | 0     | 7     | 0     | 3     | 49    | 1        | .198  | .257     | .278     | .535  |

- 2024年度シーズン終了時

### 年度別守備成績
内野守備
| 年 度 | 球 団 | 二塁（2B） | 二塁（2B） | 二塁（2B） | 二塁（2B） | 二塁（2B） | 二塁（2B） | 三塁（3B） | 三塁（3B） | 三塁（3B） | 三塁（3B） | 三塁（3B） | 三塁（3B） |
| 年 度 | 球 団 | 試 合      | 刺 殺      | 補 殺      | 失 策      | 併 殺      | 守 備 率   | 試 合      | 刺 殺      | 補 殺      | 失 策      | 併 殺      | 守 備 率   |
| ----- | ----- | ---------- | ---------- | ---------- | ---------- | ---------- | ---------- | ---------- | ---------- | ---------- | ---------- | ---------- | ---------- |
| 2020  | LAA   | 2          | 1          | 3          | 0          | 1          | 1.000      | -          | -          | -          | -          | -          | -          |
| 2021  | BAL   | 23         | 39         | 46         | 3          | 10         | .966       | -          | -          | -          | -          | -          | -          |
| 2023  | MIL   | 2          | 0          | 2          | 0          | 0          | 1.000      | -          | -          | -          | -          | -          | -          |
| 2024  | NYY   | 3          | 4          | 7          | 0          | 1          | 1.000      | 3          | 1          | 1          | 0          | 0          | 1.000      |
| MLB   | MLB   | 27         | 40         | 51         | 3          | 11         | .968       | 3          | 1          | 1          | 0          | 0          | 1.000      |

外野守備
| 年 度 | 球 団 | 左翼（LF） | 左翼（LF） | 左翼（LF） | 左翼（LF） | 左翼（LF） | 左翼（LF） | 右翼（RF） | 右翼（RF） | 右翼（RF） | 右翼（RF） | 右翼（RF） | 右翼（RF） |
| 年 度 | 球 団 | 試 合      | 刺 殺      | 補 殺      | 失 策      | 併 殺      | 守 備 率   | 試 合      | 刺 殺      | 補 殺      | 失 策      | 併 殺      | 守 備 率   |
| ----- | ----- | ---------- | ---------- | ---------- | ---------- | ---------- | ---------- | ---------- | ---------- | ---------- | ---------- | ---------- | ---------- |
| 2024  | NYY   | 5          | 4          | 0          | 1          | 0          | .800       | 8          | 7          | 0          | 0          | 0          | 1.000      |
| MLB   | MLB   | 5          | 4          | 0          | 1          | 0          | .800       | 8          | 7          | 0          | 0          | 0          | 1.000      |

- 2024年度シーズン終了時

### 背番号
- 9（2020年）
- 37（2021年）
- 12（2022年）
- 14（2024年）
- 18（2025年 - ）